# Antoni Jaegermann
Antoni Jaegermann von Abgar (ur. 28 maja 1852 we Lwowie, zm. 10 grudnia 1907 tamże) – c. k. urzędnik.

## Życiorys
Urodził się 28 maja 1852 we Lwowie. Ukończył studia, po czym w 1873 podjął pracę w służbie państwowej Austro-Węgier. Był zatrudniony w C. K. Namiestnictwie, starostwie c. k. powiatu stanisławowskiego, biurze prezydialnym C. K. Namiestnictwa oraz w Ministerstwie Spraw Wewnętrznych. Później był kierownikiem starostwa c. k. powiatu tłumackiego, następnie stanisławowskiego. W 1889 mianowany radcą namiestnictwa i referentem Krajowej Dyrekcji Funduszu Propinacyjnego. Był długoletnim kierownikiem Galicyjskiego Funduszu Propinacyjnego. W 1909 mianowany rządowym komisarzem w Kasie Oszczędności. Otrzymał tytuł. c. k. radcy dworu. 
Był honorowym mieszczaninem Halicza, w 1897 został odznaczony Orderem Korony Żelaznej III Klasy, a we wrześniu 1907 nadano mu dziedziczne szlachectwo (dyplom otrzymał 25 października 1907).
Zmarł po długiej chorobie 10 grudnia 1907 we Lwowie.